# Thierry Cayman
Pour les articles homonymes, voir Cayman.
Thierry Cayman, né le 1er janvier 1962 à Etterbeek (province de Brabant), est un peintre et illustrateur, anciennement dessinateur de bande dessinée belge, demeurant à Marchin.

## Biographie
Thierry Cayman naît le 1er janvier 1962 à Etterbeek,,, il y grandit dans une famille qui aime la bande dessinée, son père travaille aux Éditions du Lombard. Il dessine depuis tout petit. Après avoir suivi les cours de bande dessinée donnés par Eddy Paape (1982-1983) à l'académie de Saint-Gilles (Bruxelles), il entre aux éditions du Lombard en 1984 et publie plusieurs courts récits sur des scénarios de Yves Duval et Muriel Beullens. Il crée Ken Cargo, série fantastique avec le scénariste flamand Bert Decorte et Mosquito avec Bom dans l'hebdomadaire Tintin.
La prépublication de sa première série, Sylvain de Rochefort, avec au scénario Michel Bom aura lieu en 1989 dans le journal Hello Bédé. Pour cette série, il se documente et fait partie d'une compagnie médiévale créée par Bosse « La Sainte Croix ». Parallèlement, Thierry Cayman dessine des blagues coquines sous le pseudonyme de Cat en 1994-1995. Puis, Cayman commence une nouvelle série Godefroy de Bouillon - Les Chevaliers maudits, dont il dessine trois albums avec l'écrivain Claude Rappé pour les Éditions Hélyode (1995) et Claude Lefrancq (1996-1997). Lorsque l'éditeur fait faillite, Cayman travaille comme illustrateur pour les Éditions Hemma et comme scénariste pour des films publicitaires. Il réalise également des adaptations en bande dessinée de romans pour Je bouquine.
L'an 2000 verra le début d'une longue collaboration avec le romancier et scénariste Patrick Delperdange aux éditions Casterman : la série S.T.A.R. (5 albums de 2002 à 2006) et le one shot Partie de Plaisir dans la collection « Un monde » (2006). En 2007, les éditions Casterman lui proposent de reprendre en parallèle avec Jean Pleyers la série médiévale Jhen sur des scénarios d'Hugues Payen, une série créée par Jacques Martin, créateur d'Alix et Lefranc. Un premier album est publié en 2008, le second tome en 2011. En 2008, une courte interview retrace le chemin qui a mené Thierry Cayman à rencontrer Jhen et la maison Casterman.
En 2010, il rend hommage à Jijé, il refait la couverture de Charles de Foucauld.
Cayman emménage à Marchin le 28 octobre 2011. Puis, en 2012, il se tourne vers la peinture et l'illustration. 
En octobre 2018, avec sa compagne Nathalie Demin, il reçoit les clés de l'Atelier du 2A à Huy où il expose ses propres œuvres et reçoit d'autres artistes. Son travail est empreint d'influences du surréalisme et de l’impressionnisme et se caractérise par des thèmes tels que la spiritualité, l’humilité et la contemplation. En mars 2020, lors du confinement dû à la pandémie de Covid-19, il réalise une histoire courte en bande dessinée qui a la particularité d'être sans parole.
Quelques albums réalisés par Thierry Cayman sont traduits, notamment en néerlandais, et en espagnol.

### Vie privée
Il vit à Marchin.

## Œuvre

### Lefranc
Éditions Hachette, Paris, scénaristes Jacques Martin et Michel Jacquemart
- Tome 17 : Le Maître de l'atome[32] (2019)

### Collectifs
- L'Oiseau de la paix[33], Association du livre de la paix, janvier 1986
Scénario et couleurs : collectif - Dessin : collectif dont Cayman40 auteurs réunis pour un album pour la paix.

### Publications en revues

#### Tintin

##### Mosquito
- C'est la vie, Scénario : Bom (5 planches) dans Tintin dans le no 5 dont il fait la couverture en 1988[7].
- Le Bar de l'espace, Scénario : Bom (6 planches) dans Tintin dans le no 18 en 1988.
- Fusée en quarantaine, Scénario : Bom (6 planches) dans Tintin dans le no 21 en 1988.
- Retour vers l'enfer, Scénario : Bom (5 planches) dans Tintin dans le no 42 en 1988.
- Le Marais de métal, Scénario : Bom dans Tintin du no 43 au no 44 en 1988.

#### Hello Bédé

##### Sylvain de Rochefort
- L'Eau et le Sang, Scénario : Bom dans Hello Bédé du no 10 dont il fait la couverture en 1989 au no 4 en 1990[7].
- Les Oubliés, Scénario : Bom dans Hello Bédé du no 10 dont il fait la couverture au no 19 en 1991.
- Prisonniers de Baalbek, Scénario : Bom dans Hello Bédé du no 39 dont il fait la couverture au no 50 en 1992.

### Para-BD
À l'occasion, Thierry Cayman réalise des portfolios, ex-libris, cartes ou cartons et commet quelques travaux publicitaires.

### Illustrations
- Daniel Joris, Le Village maudit, Chevron, Éd. Hemma, coll. « Mini-club Étoile », 1997 (ISBN 2-8006-5835-5)[35]
- Daniel Joris, Les Aventures de Zorro - Les Six Clés du padre Antonio, Chevron, Éd. Hemma, coll. « Mini-club Étoile », 1er septembre 1998 (ISBN 9782800658339)[36]
- Marie-france Mangin, Chipie la mouette, Chevron, Éd. Hemma, coll. « Mini-club 93 », 2001 (ISBN 2-8006-7852-6)[37].

### Expositions
- Jhen, Galerie Les Dessous du Dessin, Bruxelles du 3 au 26 octobre 2008[38].
- Exposition d’un week-end, Centre Culturel de Marchin en janvier 2018[14].
- La Vie hermétique, variations confinées, Atelier du 2A, Huy du 6 au 29 novembre 2020[39].
- Au fil des vitrines : à la rencontre des artistes !, Pac de Huy, le 29 août 2021[40].
- Chrysalide, Parcours d’artistes 2022, Huy du 16 au 18 septembre 2022[41].
- Tout un monde[42],[43], Galerie Aarnor, Spy du 21 septembre au 8 octobre 2023.

### Collections publiques
3 œuvres de cet artiste sont conservées au Centre belge de la bande dessinée et font partie du patrimoine mobilier de la région Bruxelles-Capitale.

## Prix et récompenses
- 2001 :  prix avenir[45] de la Chambre belge des experts en bande dessinée avec Patrick Delperdange pour S.T.A.R..